# Teresa de Cartagena
Teresa de Cartagena   (Burgos, c. dècada del 1420 - segle XV) va ser una religiosa espanyola.
Formava part del si d'una família de classe alta burgalesa amb diversos membres relacionats amb el bisbat de la mateixa ciutat. La seva popularitat, així com excepcionalitat, resideix a ser considerada la primera escriptora coneguda en llengua castellana, destacant la qualitat de les obres que se'n conserven. Se l'ha arribat a definir com «la prosista preeminent de les lletres castellanes» de l'edat mitjana i també la primera escriptora mística d'Espanya. No obstant això, també s'ha considerat que «no es pot defensar que Teresa de Cartagena sigui una escriptora autèntica […] per la manca d'un instrument verbal cohesiu, per falta de retòrica». Tanmateix, aquesta última opinió no és la més acceptada i, per aquest motiu, es considera a Teresa de Cartagena una digna predecessora de Teresa de Jesús o de Juana Inés de la Cruz.
Teresa de Cartagena es va quedar sorda després del 1449, probablement a causa d'una malaltia. La seva experiència amb la sordesa va influir en els seus dos tractats de reflexió religiosa escrits a la segona meitat del segle xv:  Arboleda de los enfermos i Admiraçión operum Dey (Admiración de las obras de Dios).

## Biografia
Si bé se sap que era jueva-conversa, existeixen pocs documents sobre la vida de Teresa. El seu avi, el rabí Selomo-Ha-Leví, es va convertir al cristianisme cap al 1390 i va ser batejat com a Pablo García de Santa María, convertint-se en bisbe de Burgos el 1412. Era filla de Pedro de Cartagena i neboda d'⁣Alonso de Cartagena.
En el pròleg de la seva primera obra afirma que va estudiar a Salamanca, potser es referia a la Universitat on van estudiar els seus oncles, o bé a alguna escola amb vincles amb ordes de religioses («los pocos años que yo estudié en el estudio de Salamanca»). Això no obstant, l'afirmació és debatuda entre els investigadors.
Abans de quedar-se sorda, Teresa de Cartagena va ingressar al monestir franciscà de Santa Clara de Burgos cap al 1440. Més tard, el 1449, a instància del seu oncle per raons no especificades, es va traslladar a l'⁣abadia cistercenca de Santa María la Real de Las Huelgas o al convent de Santa Dorotea de la mateixa ciutat, i va ser aleshores que va quedar-se sorda. Les hipòtesis sobre aquest canvi de residència apunten a la intolerància que els franciscans mostraven cap als conversos en aquell moment.
Ja fos a Las Huelgas o a Santa Dorotea, va ser allà on Teresa va escriure la seva primera obra, Arboleda de los enfermos, expressant-hi la solitud provocada per la seva sordesa. Aproximadament un o dos anys més tard, va escriure Admiraçión operum Dey, una defensa de la seva primera obra després que crítics, majoritàriament masculins, afirmessin que una dona no podia haver estat l'autora d'una obra tan eloqüent i ben raonada. Tots dos tractats van ser copiats per Pedro Lópes de Trigo el 1481 a un còdex, al costat de dues obres més de diferent autor. El còdex es conserva a la Biblioteca del Monestir d'El Escorial.
A Burgos, Teresa va conèixer la dona que va confiar en el seu talent d'escriptora i a la qual va dedicar les seves obres: Juana de Mendoza, esposa del poeta Gómez Manrique, corregidor de la ciutat castellana el 1464-1465.
Teresa de Cartagena encara vivia l’any 1478, ja que apareix entre els hereus del seu pare en la sentència dictada pel seu nebot, fra Íñigo de Mendoza, en què es repartien els béns familiars.

## Obres
Malgrat que se la considera la primera escriptora en prosa castellana, és molt probable que no fos l'única; no obstant això, només s'ha conservat la seva obra. Els seus tractats no aporten cap novetat de contingut, sinó d'autoria, ja que es tracta d'un dels primers textos existents on consta la signatura d'una dona. Per això, fa ús de la captatio benevolentiae, on emfatitza que el seu escrit és obra d'una dona, un ésser inferior a l'home; condició a què afegia la de la seva malaltia. No obstant això, l'ús del tòpic de la humilitat en aquest context s'utilitza alhora per conferir-se autoritat a si mateixa.

### Comentari de les seves obres
Les influències que envolten Teresa de Cartagena, així com la seva obra, es troben principalment a Europa, a causa de la popularitat dels llibres de consolacions en aquell moment. A més, també apareixen molts textos autobiogràfics escrits per dones. Igualment, hi ha autors a la península els escrits dels quals inspiren de la mateixa manera l’escriptora. Un exemple seria Enrique de Villena, autor del Tractat de consolació, que apareix el 1430. L’estructura d’aquest es veu reflectida a l’Arboleda, així com el seu contingut.
Una de les particularitats dels seus escrits és la demostració constant dels coneixements que té sobre els fonaments teològics de la cristiandat, utilitzant-los per informar el lector que la seva obra no resulta només de la seva experiència personal amb el dolor, sinó de la pràctica que segueix davant d'aquest a través dels principis espirituals de l'Església. És per això que en els seus tractats hi ha constants referències a autors cristians i cites dels Pares de l'Església. Tot i que és difícil comprovar que llegís les seves obres de primera mà, mostra predilecció per autors com Sant Jeroni, Sant Ambròs, Sant Agustí, Sant Bernat de Claravall, Sant Gregori Magne i Boeci. Aquests autors també influeixen en els seus coneixements sobre refranys populars, així com en poetes del cançoner de l'època com podria ser Gómez Manrique, marit de Juana de Mendoza. Una altra de les influències que es poden observar en el seu primer tractat és un subtil reflex de la literatura jueva de la península, de la qual seria representant el filòsof Salomó Ibn Gabirol, el principal interès del qual eren els sentits de l'ésser humà.
L'obra de Teresa és interessant perquè comparteix trets de la hagiografia, ja que subratlla el dolor exemplar de la seva protagonista. Alhora, és també, i sobretot, una autobiografia, ja que explica en primera persona la seva pròpia experiència amb el sofriment perquè el lector pugui treure'n un benefici espiritual i aprengui d'això.
A l'època de Teresa hi havia poques figures sordes a les quals recórrer per buscar consol per tal afecció. Teresa es presenta a ella mateixa com una personalitat que omple el buit santoral de santes sordes. Com a resultat, la seva narrativa és l'hagiografia d'una santa per aquelles persones que sofreixen de sordesa com ella. A través dels seus tractats pretén transmetre'ns la seva pena i redempció espiritual quan accepta i dona gràcies per allò que li ha donat Déu: la seva pròpia benedicció. En sofrir, passa per la mateixa passió de Crist, formant part del grup especial dels malalts, que són més propers a Déu, essent aquesta idea un dels pilars essencials del credo cristià.
L’autora es distingeix dels intel·lectuals masculins i troba la seva identitat en la vivència d’una experiència mística sexuada, és a dir, com a dona lliure que pot viure la religió des del seu propi gènere i donar a conèixer tant la seva visió personal com teòrica sobre això: «E yo, haziendo cuenta con mi pobre juyzio, estando presente la espirençia, la qual en esta çiençia me haze saber más de lo que aprendo».  Així, Teresa de Cartagena s’incorpora al cànon medieval d’escriptores feministes al costat d’Hildegarda de Bingen i Christine de Pisan.
Els estudis de gènere sobre la figura de Teresa de Cartagena destaquen que «el que fa Teresa, aleshores, és feminitzar l’espai privilegiat de la comunicació amb Déu, que està per damunt de qualsevol poder i control masculí», doncs tal com ella va deixar escrit: «E quanto se devo viere dentro en sy mismo, tanto más curiosamente entenderá e aprovechará en su propio ofiyio, el qual es conosçer a Dios». Alhora, és interessant assenyalar que, si bé Teresa de Cartagena es va mantenir en la polèmica, mai no va trencar del tot amb l’ortodòxia del moment, però això no lleva mèrit al seu intent de donar visibilitat a la dona com a intel·lectual.

### Arboleda de los enfermos
L' Arboleda de los enfermos, la primera obra coneguda de Teresa de Cartagena, és un tractat que forma part del gènere de la literatura de consolació i respon a la voluntat de donar al dolor i patiments físics un valor espiritual o místic. Tot i que l'any d'escriptura encara és objecte de debat, sabem que hauria estat redactat durant la segona meitat del segle xv. La recepció d'aquest tractat va causar sorpresa i confusió entre els seus contemporanis, que van posar en dubte la seva autoria, per haver estat escrit per una dona, i fins i tot la van acusar de plagi. Per això, Teresa de Cartagena, a tall de defensa, va decidir escriure, també en castellà, un segon tractat apologètic que va titular Admiraçión operum Dey com a resposta ferma a les acusacions rebudes.
Teresa de Cartagena va definir l'Arboleda de los enfermos com un tractat de consol espiritual, l'objectiu del qual era ajudar i acompanyar, mitjançant l'escriptura, aquelles persones malaltes que, com ella, ja no podien ser tractades per la ciència. En aquest sentit, l'autora ofereix una proposta de sanejament espiritual que troba en la imatge de l'arbreda, com a espai curatiu, la seva manifestació: «Poblaré mi soledat de arboleda graçiosa, so la sombra de la qual pueda descansar mi persona y reçiba mi espíritu ayre de salud».
L'autora entén la malaltia com a una atribució divina, per la qual cosa el primer pas és l'acceptació i el reconeixement del seu propi mal per trobar en ell «la veritable salut». Teresa vol emprendre el camí de Déu per poder significar el seu cos de dona en l'infinit i, amb tot això, el sofriment i el dolor físic adquireixen una connotació positiva i apropen el malalt a la salvació. En aquest sentit, Teresa de Cartagena duu a terme un procés d'autoconeixement i autosignificació en què el cos femení com a tal es converteix en l'eix central. Per això, convida el lector que «venga a la escuela de Dios de las paçiençias», l'única manera a través de la qual un mateix pot conèixer-se.

Formalment, el relat es construeix a través de nombroses imatges i cites bíbliques, i en ell, l'autora recorre a l'amplificació com a recurs retòric en l'intent d'adornar el text. Segons els historiadors, va ser dirigida a Juana de Mendoza, esposa de Gómez Manrique, poeta i destacada figura política de la seva època, però tot i que en Arboleda es dirigeix a una «virtuosa señora», que podria ser Juana de Mendoza, tot sembla indicar que el text s'enfoca a una audiència femenina més extensa. Davant del fet que el gènere de la consolatio solia ser escrit per homes i es dirigia a una audiència masculina, per humiliar-se davant dels seus lectors masculins, l'autora reitera la feblesa del seu intel·lecte: «la baxeza e grosería de mi mugeril yngenio». Igualment, aquest paràgraf introductori o pròleg en tercera persona, proporciona algunes referències importants sobre la seva vida i la seva obra i compleix una doble funció: d'una banda, preparar el lector per a la lectura i, d'altra banda, ser una prova en la defensa de l'autoria femenina:
Este tratado se llama Arboleda de los enfermos, el qual conpuso Teresa de Cartajena seyendo apasionada de graues dolencias, especialmente auiendo el sentido del oyr perdido del todo. E fizo aquesta obra a loor de Dios e espiritual consolaçión suya e de todos aquellos que enfermedades pedesçen, porque, despedidos de la salud corporal, leuanten su deseo en Dios que es verdadera Salut.
En aquest sentit, no es pot desvincular l'obra de la seva vida personal, ja que en aquest tractat, la monja fa al·lusions a aspectes de la seva vida privada, com la seva formació a Salamanca o que patia de sordesa. A més, l'aïllament al qual es va veure abocada a conseqüència de la seva afecció auditiva va ser un dels factors que van motivar l'escriptura d'aquesta obra, ja que la plasmació i al·lusió del «jo» i de les vivències pròpies són una constant en la construcció del text: «que oy son veynte años que este freno ya dicho començó a costreñir la haz de mis vanidades!»

### Admiraçión operum Dey o Admiración de las obras de Dios
Escrita al voltant de la segona meitat del segle xv, l'Admiraçión està dirigida i realitzada a petició de Juana de Mendoza, dona de Gómez Manrique, com es pot veure a la introducció del text:
Acuérdome, virtuosa señora, que me ofrecí a escribir a vuestra discreción. Si he tanto tardado de lo encomendar a la obra, no vos debéis maravillar, ca mucho es encogida la voluntad cuando la disposición de la persona no concierta con ella, antes aún la impide y contrasta […].
I és a la mateixa Joana de Mendoza a qui li parla sobre la seva delicada salut i el seu malestar anímic:
Si considerardes, virtuosa señora, las enfermedades e corporales pasiones que de continuo he por familiares, bien conosçerá vuestra discreçión que mucho son estoruadoras de los movimentos de la voluntad e no menos turbadoras del entendimiento, el qual fatigado e turbado, asy como costreñido de propia neçesidad, recoje en sí mesmo la deliberaçión de la voluntad con otros interiores mouimentos. E tanto la detiene e detarda en la execuçión de la obra quanto vee que las sus fuerças intelectuales son enflanqueçidas por causa de los ya dichos exteriores trabajos. E aun con todo esto ya sería pagada esta debda que por mi palabra soy debdora si la soledad mí[a] se contentase con solos mis corporales afanes y no me causase compañía secreta e dañosa llena de interiores combates y espirituales peligros con muchedumbre de vanos e variables pensamientos.
Malgrat les estratègies per desarmar al lector masculí, Arboleda de los enfermos havia estat causa d’un gran escàndol. A Admiraçión operum Dey, Teresa de Cartagena defensa la capacitat intel·lectual de la dona per llegir, escriure i pensar igual que poden fer-ho els homes, però al·legant sempre l’omnipotència de Déu com a fonament com el mateix títol ho suggereix: admiració de l'obra de Déu capaç de dotar, per gràcia seva, d'enginy a una dona. Així, en aquest tractat, l’autora es defensa de l’acusació de plagi per Arboleda de los enfermos i de l’acusació derivada de la seva condició d’autora, suggerint que tots aquells crítics que rebutgen el seu tractat neguen alhora el poder de Déu:
Muchas vezes me es hecho entender, virtuosa señora, que algunos de los prudentes varones e asý mesmo henbras discretas se maravillan o han maravilado de vn tratado que, la graçia divina administrando mi flaco mugeril entendimiento, mi mano escriuió [..] ca manifiesto no se faze esta admiraçión por meritoria de la escritura, mas por defecto de la abtora o conponedora della […] E porque me dizen, virtuosa señora, que el ya dicho bolumen de papeles bo[r]ados aya venido a la notiçia del señor Gómez Manrique e vuestra, no sé sy la dubda, a bueltas del tractado se presentó a vuestra discreçión […] […].
En l'obra, Teresa empra diversos recursos com a defensa del seu dret com a escriptora. Entre aquests es troba l'al·legació de l'omnipotència de Déu, que és qui li atorga el do de la gràcia per poder expressar-se i defensar-se. A més, es basa en casos precedents en al·ludir a diverses històries i personatges bíblics, com l'heroica Judit. Amb aquesta referència demostra que l’activitat intel·lectual és més apropiada per a les dones que l’activitat física, tot i que no ens hem de deixar guiar per l’aparent feblesa física, ja que pot vèncer qui és forta interiorment, perquè tant Judit —com ella— tenien una fortalesa pròpia enviada per Déu; a la primera la va ajudar a vèncer a Holofernes i a la segona a escriure el tratactat:
[…] deven notar los prudentes varones que Aquel que dyo yndustria e graçia a Judit para fazer un tan maravilloso e famoso acto, bien puede dar yndustria o entendimiento e graçia a otra qualquier henbra para fazer lo que a otras mugeres, o por ventura algunos del estado varonil no s[ab]rían [...].
A més, com sosté Cortés Timoner: «L'autora condueix el raonament cap a la idea que la força i la intel·ligència són dos atributs que s’associen als homes per costum, però hi ha casos excepcionals que mostren el poder dels dons divins; a més, l’adquisició d’habilitat literària no és tan aliena a la naturalesa de la dona com podria ser-ho la resistència física»:
[…] más a mano viene a la henbra ser eloquente que no ser fuerte, e más onesto la es ser entendida que no osada, e más ligera cosa le será usar de la peñola que del espada [...].
Teresa conclou defensant que, si les dones s'han dedicat poc a escriure, no ha sigut per la seva naturalesa o per designi diví, sinó per costum, perquè no han estat educades tradcionalment en el coneixement:
Asy que, muy venturosa señora, no me paresçe c'ay otra causa deste maravillar que los prudentes varones se maravillan, salvo aquélla que en el comienço deste breve tratado es dicha, convien a saber: no ser usado en el estado femenino este acto de componer libros e tractados, ca todas las cosas nuevas e non acostumbradas siempre causan admiración.
Així, l'autora, ens dona a entendre que és més fàcil que una dona empunyi la ploma que no pas una arma just quan, en l'anomenat prehumanisme del segle xv, s'estava debatent la dedicació masculina a les lletres o a les armes.

### Escàndol i defensa
L'escàndol del primer tractat neix de l'opinió d'algunes persones en saber que una dona n'és l'autora, ja que no és una obra brillant, ni polèmica, ni heterodoxa. El que provoca l'«admiración» no és el mèrit d'escriure-la, sinó l'autoria; és a dir, causa meravella des d'un punt de vista negatiu, ja que mostra la miopia dels homes de la Castella del segle xv. Per tant, un nou escàndol apareix en el fet que Teresa de Cartagena no està disposada a acceptar insinuacions de falsa autoria per ser una monja malalta escrivint l'Admiraçión operum Dey. Una apologia que és el primer tractat de defensa de la dona com a intel·lectual, escrit per una dona i adreçat a una altra dona.
Teresa de Cartagena argumenta que aquells que van atorgar als homes enteniment, valors i coneixements científics també podrien proporcionar-los a les dones, encara que siguin imperfectes i menys hàbils, ja que aquesta «imperfecció» pot ser reparada per la grandesa divina, atorgant la mateixa capacitat d’enteniment a dones i a homes. L’enteniment masculí no és, doncs, una qualitat innata, sinó un do concedit per Déu. Així, Teresa defensa hàbilment la igualtat intel·lectual entre homes i dones, prenent com a punt de partida l’omnipotència divina i afirmant que aquesta omnipotència té la mateixa facilitat o dificultat per atorgar enteniment com per permetre l’escriptura d’un tractat. És a dir, tot mantenint-se dins l’ortodòxia, fonamenta la idea que la inferioritat femenina pot ser revertida si Déu així ho vol.

A més, Teresa de Cartagena explica que l’home s’ocupa de les tasques de govern i de la defensa dels estats, mentre que la dona es dedica a la vida familiar i domèstica; ambdues activitats comporten responsabilitats diferents i requereixen capacitats diverses segons l’àmbit d’acció. Així doncs, seguint el pensament generalitzat que la dona és temerosa, físicament més feble i que prefereix espais protegits, suggereix que és en aquests entorns on les tasques intel·lectuals li són més propícies. Teresa de Cartagena recorre a l’ús d’escenes bíbliques com el Gènesi on deixa caure subtilment qui seria superior a qui, si l'«ayudado» o l'«ayudadora»:
De ser la henbra ayudadora del varón, leémoslo en el Génesy, que después que Dios ovo formado del onbre del llimo de la tierra e ovo yspirado en él espíritu de vida, dixo: «No es bueno que sea el onbre solo; hagámosle adjutorio semejante a él». E bien se podría aquí arquir quál es de mayor vigor, el ayudado o el ayudador: ya vedes lo que a esto responde la razón.
Utilitzant aquestes referències de les Sagrades Escriptures, posava en dubte la situació de les limitacions educatives i espacials que envoltaven les dones en la seva època i des de sempre. Aquesta situació que defensa a Admiraçion operum Dey provoca aquesta meravella negativa, ja que sorprèn que Déu permeti, per la seva gràcia, que una dona escrigui un tractat d’aquesta mena. Alhora, l’autora deixa clar que les diferències entre homes i dones responen únicament i essencialment a qüestions socials, ja que davant de Déu Creador tenen els mateixos mèrits i la mateixa consideració:
Mas porque estos argumentos e quistiones hazen a la arrogancia mundana e vanas e no aprovechan cosa a la devoçión e huyen mucho del propósito e final entençión mía, la qual no es, ni plega a Dios que sea, de ofender al estado superrior e onorable de los prudentes varones, ni tanpoco favor<r>esçer al fimineo, mas solamente loar la onipotençia e magnifiçençia de Dios, <e> que asy en las henbras como en los varones puede yspirar e fazer obras de grande admiraçión e magnificençia a loor y goria del santo Nonbre […].
Per tant, cal preguntar-se: ¿per què Arboleda de los enfermos va despertar tantes reaccions quan es va descobrir que l’autora d’aquest tractat era una dona, una monja que patia sordesa? En la mateixa època, hi havia un nombre reduït de dones que també escrivien a Castella, però els seus escrits no van provocar les mateixes reaccions que l’obra de Teresa de Cartagena simplement pel fet que Teresa era monja. A més, dins de l’obra Teresa glossa i comenta diverses parts de la Bíblia; interpreta els salms en el marc de la inclinació humana cap al pecat causada pel desig, relaciona els salms amb el seu estat personal i elabora doctrinalment una explicació basada en els seus coneixements i experiències. A partir d’aquest procés de creació de continguts doctrinals i exegètics, torna a fer referència a la qüestió de l’autoria i extrapola veritats morals d’abast universal:
Sin duda me crean los que no la conocen, a los que la conocen la experiencia se lo fará conocer […]. La dolencia buena y durable es cabestro para baixar la serviz soberbia, es freno para constreñir y evitar los deseos dañosos e empexibles al anima […].
Al llarg d’Admiraçion operum dey, Teresa de Cartagena s’endinsa en terrenys fins aleshores no transitats per dones a Castella i, mitjançant operacions exegètiques, autorials i de tipus sermonador, se sent propietària de les seves atribucions i de l’espai textual que li permet elaborar una línia d’explicació, d’interpretació, d’ensenyament, d’explicació i de transmissió de diversos coneixements de caràcter teològic i doctrinal. Per això, sembla que el problema de l’escàndol no rau en el fet que sigui una dona qui escrigui, sinó en que determinats individus no acceptaven que les dones poguessin exercir autoritat en un àmbit literari tradicionalment reservat als homes dins del món eclesiàstic. Molts d’ells no estaven disposats a admetre que una pobra monja sorda pogués escriure amb coneixement, amb autoritat i amb capacitat de persuasió sobre qüestions de naturalesa religiosa i teològica. El problema no és l’acceptabilitat dels continguts de l’obra, ni de les idees que s’hi expressen, sinó la insòlita identitat de gènere de l’autora, així com el fet que desenvolupi una retòrica on es reflecteix la queixa femenina amb ironia i resignació, amb la voluntat d’oposar-se al raonament patriarcal del segle xv. Teresa de Cartagena és la primera dona i la primera monja de la península de qui es conserva obra literària, però més enllà de l’aportació teòrica de la monja a través de les seves obres, l’autora aconsegueix fer una manifestació de la seva subjectivitat i construir un espai retòric femení dins del sistema patriarcal de l’època. En el seu cas, no només hi ha referències a la seva vida i a la seva religiositat, sinó que l’autora es posiciona i dona a conèixer, mitjançant l’escriptura, la seva veu crítica, sobretot en defensa de la dona dins la realitat intel·lectual del seu temps i en la reivindicació d’aquesta com a escriptora:
E las fenbras, asy como flacas e pusilánimes e no sofridoras de los grandes trabajos e peligros que la procurarión e governarión e defensyón de las sobredichas cosas se requieren, solamente estando ynclusas o enrercadas dentro en su casa, con su yndustria e trabajo e obras domésticas e delicadas dan fuerza e vigor, e sin dubda non pequeño sobsidio a los varones.

## La Querella de les dones
En el cas de Teresa de Cartagena, trobem que l’escriptura i la retòrica cristiana es van convertir en els mitjans o pretextos a través dels quals defensar els seus drets. D’aquesta manera, la monja va participar activament en la Querella de les dones, un debat literari iniciat per Christine de Pisan a França que es va desenvolupar des de finals del segle xiv fins a la Revolució Francesa, i que defensava l’accés de les dones al món universitari, acadèmic i intel·lectual de l’època.
Dins les lletres castellanes, el debat de la Baixa edat mitjana entre «misògins» i «profeministes» es va desenvolupar més tard que a la resta d'Europa i es va difondre en diverses obres teològiques, filosòfiques, doctrinals, moralistes, poètiques i de narrativa sentimental on els arguments d'ambdues postures reiteraven tòpics: el sexe femení com a temptació diabòlica, o la proximitat natural de la dona al cos i l'irracional mentre que l'home es vinculava a l'esperit i la raó. A causa que el pecat femení per exel·lència era la lascívia, s'encoratjava a les dones a mantenir-se castes, aïllades i a vestir-se sòbriament. A més, pel seu poc enteniment i les seves obligacions domèstiques i espirituals, ni necessitaven ni era convenient que les dones aprenguessin lletres i ciències.
Decidint-se a respondre per escrit a les crítiques dels seus detractors, l'Admiraçión operum Dey de Teresa de Cartagena va ser el primer llibre conegut en llengua castellana que va participar en la Querella de les dones.

### Edicions (en castellà, anglès i francès)
- Cartagena, Teresa de: Arboleda de los enfermos. Admiración operum Dey. Ed. Lewis Joseph Hutton. Vol. anejo 16. Madrid: Aguirre, 1967.
- Cartagena, Teresa de: The Writings of Teresa de Cartagena: Translated with Introduction, Notes, and Interpretive Essay. Trans. Dayle Seidenspinner-Núñez. Cambridge: D.S. Brewer, 1998.
- Castro Ponce, Clara Esther: Teresa de Cartagena. “Arboleda de Los Enfermos”. “Admiraçión Operum Dey”. Edición Crítica Singular. Diss. Brown U, 2001.
- Gallego Fdez. de Aránguiz, Myriam: Teresa de Cartagena. Los tratados de una escritora burgalesa del siglo XV. Introducción y edición modernizada de Arboleda de los enfermos y Admiración de las obras de Dios, Burgos, Monte Carmelo, 2020,  ISBN 978-84-18303-38-8
- Ghislain Baury: Thérèse de Carthagène : Bosquet des malades. Admiration des œuvres de Dieu. Paroles et silence d'une femme dans la Castille du XVe siècle, París, e-Spania Books, 2021,  ISBN 9782919448418